# Naomichi Ueda
Naomichi Ueda (植田 直通, Ueda Naomichi, Kumamoto, 24 oktober 1994) is een Japans voetballer die als verdediger speelt. Ueda wordt sinds januari 2021 door Cercle Brugge uitgeleend aan Nîmes Olympique. Hij is in 2018 overgekomen van de Japanse ploeg Kashima Antlers.

## Clubcarrière
Ueda begon zijn carrière in 2013 bij Kashima Antlers, waarvoor hij uiteindelijk 96 competitiewedstrijden zou spelen. Kort na het WK 2018 tekende hij bij Cercle Brugge. Na tweeënhalf seizoen, waarin Ueda aanvankelijk aanpassingsproblemen kende, versierde de Japanner in januari 2021 een huurtransfer naar de Franse eersteklasser Nîmes Olympique.

## Clubstatistieken
| Seizoen | Club              | Land      | Competitie         | Wed. | Doelp. |
| ------- | ----------------- | --------- | ------------------ | ---- | ------ |
| 2013    | Kashima Antlers   | Japan     | J1 League          | 0    | 0      |
| 2014    | Kashima Antlers   | Japan     | J1 League          | 20   | 0      |
| 2015    | Kashima Antlers   | Japan     | J1 League          | 12   | 1      |
| 2016    | Kashima Antlers   | Japan     | J1 League          | 22   | 0      |
| 2017    | Kashima Antlers   | Japan     | J1 League          | 29   | 3      |
| 2018    | Kashima Antlers   | Japan     | J1 League          | 14   | 0      |
| 2018/19 | Cercle Brugge     | België    | Jupiler Pro League | 26   | 1      |
| 2019/20 | Cercle Brugge     | België    | Jupiler Pro League | 19   | 0      |
| 2020/21 | Cercle Brugge     | België    | Jupiler Pro League | 8    | 0      |
| 2020/21 | → Nîmes Olympique | Frankrijk | Ligue 1            | 5    | 0      |
| 2021/22 | Nîmes Olympique   | Frankrijk | Ligue 2            | 0    | 0      |
| Totaal  | Totaal            | Totaal    | Totaal             | 150  | 5      |

## Interlandcarrière
Ueda werd eind december 2014 opgeroepen voor de Asian Cup 2015 als vervanger van de geblesseerde Atsuto Uchida. Hij maakte zijn interlanddebuut voor Japan echter pas zo'n vier jaar later: op 12 december 2017 kreeg hij een basisplaats tegen China tijdens een wedstrijd om het Oost-Aziatisch kampioenschap voetbal 2017.
Ueda nam met het Japans voetbalelftal deel aan de Olympische Zomerspelen 2016.

## Statistieken
| Japans voetbalelftal | Japans voetbalelftal | Japans voetbalelftal |
| Jaar                 | Wed.                 | Dlp.                 |
| -------------------- | -------------------- | -------------------- |
| 2017                 | 2                    | 0                    |
| 2018                 | 2                    | 0                    |
| 2019                 | 7                    | 0                    |
| 2020                 | 2                    | 1                    |
| Totaal               | 13                   | 1                    |